# Sankt Gerold
Sankt Gerold is een gemeente in de Oostenrijkse deelstaat Vorarlberg, gelegen in het district Bludenz (BZ). De gemeente heeft ongeveer 400 inwoners.

## Geografie
Sankt Gerold heeft een oppervlakte van 12,58 km². Het ligt in het westen van het land.

## Geschiedenis
De eerste bewoner was omstreeks 950 de heremiet Gerold van Großwalsertal. Boven zijn graf ontstond een klooster, de proostdij Sankt Gerold. In de omgeving vestigden zich Reto-Romanen. De pelgrimskerk werd in 1313 gewijd. In de 14e eeuw verdrongen duits sprekende Walser de Romaanse bevolking. 
De proosdij maakte tot 1648 deel uit van de heerlijkheid Blumenegg, die sinds 1616 in het bezit was van de abdij Weingarten. Van 1616 tot 1803 was de proosdij in bezit van de prinsabdij Einsiedeln, gelegen in het huidige Zwitserse kanton Schwyz.
Door de Reichsdeputationshauptschluss van 1803 kwam St.Gerold aan de vorst Willem VI van Nassau-Oranje-Fulda, de latere koning Willem I der Nederlanden. Omdat St.Gerold  geïsoleerd lag ten opzichte van de andere bezittingen van Willem VI, verkocht hij de proosdij al in 1804 aan Oostenrijk. Van 1805 tot 1814 maakte Vorarlberg en dus ook St.Gerold deel uit van het koninkrijk Beieren. Daarna viel Voralrberg aan Oostenrijk toe.
Bartholomäberg · Blons · Bludenz · Bludesch · Brand · Bürs · Bürserberg · Dalaas · Fontanella · Gaschurn · Innerbraz · Klösterle · Lech · Lorüns · Ludesch · Nenzing · Nüziders · Raggal · Sankt Anton im Montafon · Sankt Gallenkirch · Sankt Gerold · Schruns · Silbertal · Sonntag · Stallehr · Thüringen · Thüringerberg · Tschagguns · Vandans
- Gemeinsame Normdatei: 4305157-1
- Virtual International Authority File: 233830666